# Рольф Ґельц
Рольф Ґельц (нім. Rolf Gölz, 30 вересня 1962) — німецький велогонщик.
Срібний призер Олімпійських Ігор 1984 року в індивідуальній гонці переслідування, бронзовий призер 1984 року в командній гонці переслідування.